# Sophie Gibb
Sophie C. Gibb är en brittisk filosof verksam vid Durhams universitet. Hennes forskning har främst rört sig kring ontologi och medvetandefilosofi, och då primärt inom debatten om mental kausalitet. Hon har bland annat lett en tvärvetenskaplig forskargrupp med filosofer och fysiker. Hon har dessutom arbetat tillsammans med bland andra E. J. Lowe.